# Filipendula vulgaris

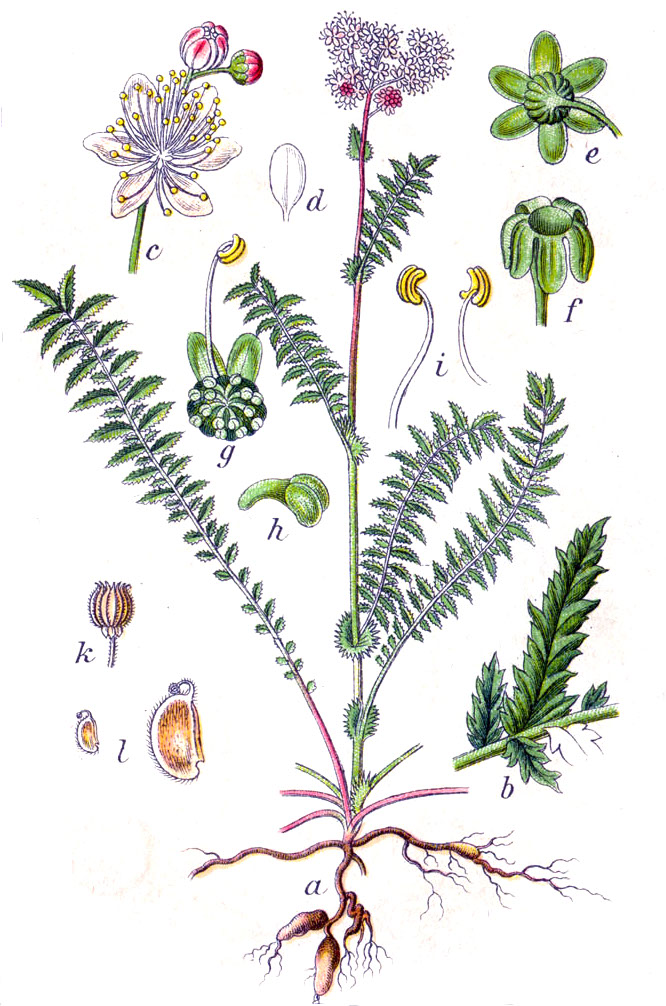
Il·lustració

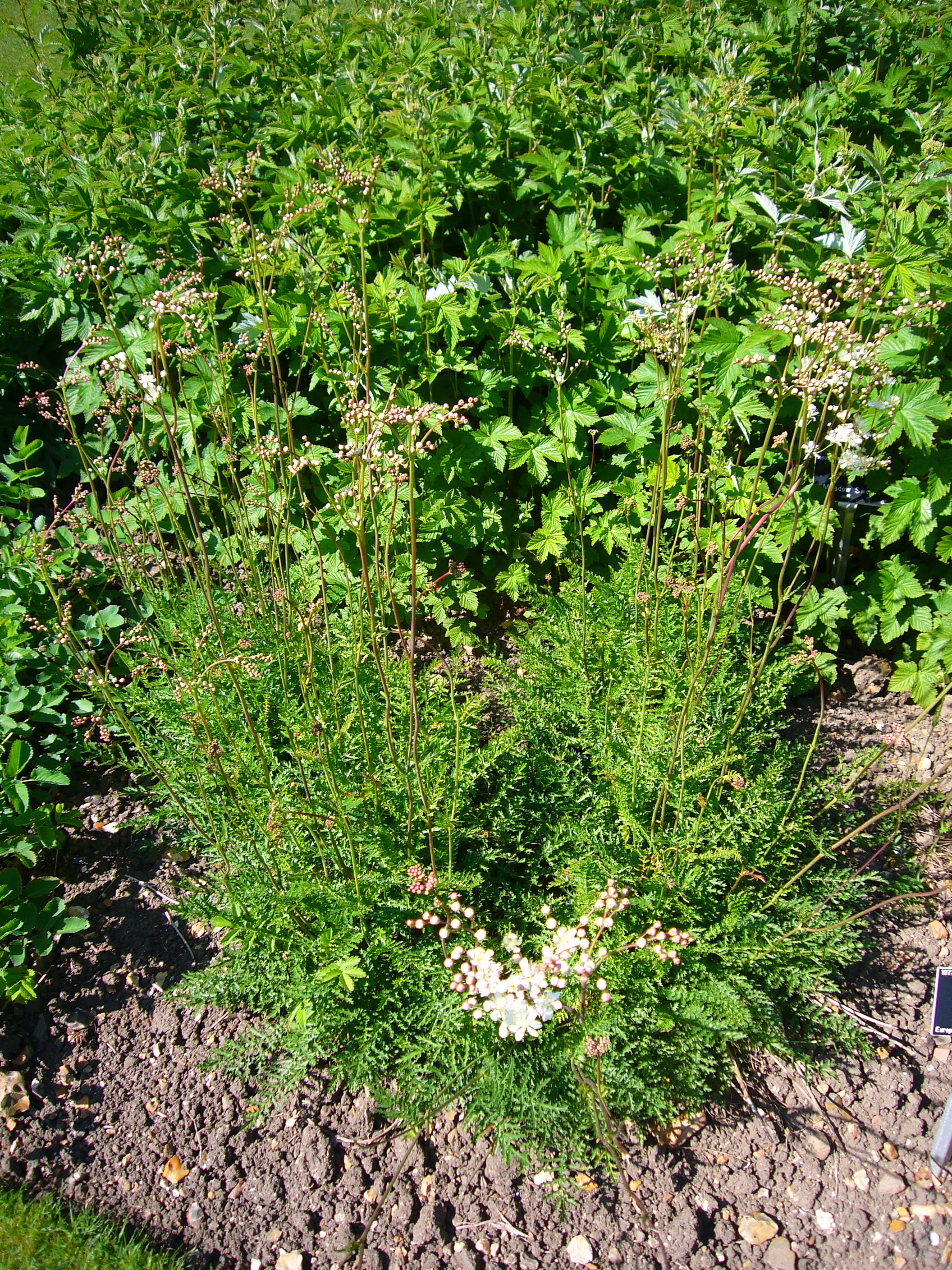
Vista de la planta

Filipendula vulgaris és una espècie de planta de la família de les Rosàcies.

## Descripció
Aquesta és una espècie erecta, perenne, de tiges gairebé glabres de fins a 80 cm, generalment ramoses i amb poques fulles; arrels amb tubercles ovoides. Fulles basals amb 8-25 parells de grans folíols oblongs i dividits; estípules presents. Inflorescència més ampla que llarga; normalment amb 6 pètals blancs, generalment morats per sota, de 5-9 mm; estams aproximadament de la mateixa longitud. Floreix a la primavera i estiu.

## Distribució i hàbitat
Es distribueix per gran part d'Europa, fins a 64º Nord. Habita als prats, prats de sega i boscos oberts.

## Cultiu
Es reprodueix per llavor i per la divisió de les arrels reptants. Les arrels tuberoses i les fulles joves es poden cuinar com una verdura o menjar crues com una amanida. El gust és agredolç. Les fulles madures tenen l'olor de l'oli de Wintergreen i, aixafades, produeixen l'alliberament del salicilat de metil.

## Usos
Les flors de Filipendula vulgaris s'han utilitzat en la medicina tradicional austríaca internament com a te per al tractament del reumatisme, gota, infeccions, i febre.

## Taxonomia
Filipendula vulgaris va ser descrita per Moench i publicada a Methodus Plantas Horti Botanici et Agri Marburgensis : a staminum situ describendi 663, l'any 1794.

### Etimologia
- Filipendula: nom genèric que deriva del llatí medieval Filipendula = "la filipendula". Segons sembla, aquest nom es recull per primera vegada a l'"Antidotarium" de Nicolaus Praepostius (Salern, Itàlia, segle XII) i, en opinió d'Andrés Laguna, es diu així "por razón de aquellas muchas cabezuelas que cuelgan de su raíz, y parecen pender de un hilo" (lat. filum = "fil"; i pendulus = "pèndul, que penja, penjant")[4]
- vulgaris: epítet llatí que significa "vulgar, comú".

### Sinonímia
- Filipendula filipendula (L.) Voss
- Filipendula hexapetala Gilib.
- Filipendula hexapetala Gilib. ex Maxim.
- Filipendula pubescens (DC.) Fourr.
- Filipendula vulgaris Hill
- Spiraea filipendula L.
- Spiraea filipendula var. minor Gouan ex Cambess.
- Spiraea filipendula var. pubescens (DC.) Cambess.
- Spiraea filipendula var. vulgaris Cambess.
- Spiraea gigantea Gand.
- Spiraea noeana Gand.
- Spiraea pubescens DC.
- Spiraea tuberosa Salisb.
- Spiraea vulgaris (Moench) Gray
- Ulmaria filipendula (L.) Hill
- Ulmaria filipendula (L.) A.Braun ex Asch.
- Ulmaria filipendula (L.) Hill ex Focke[5]